# ONUMOZ

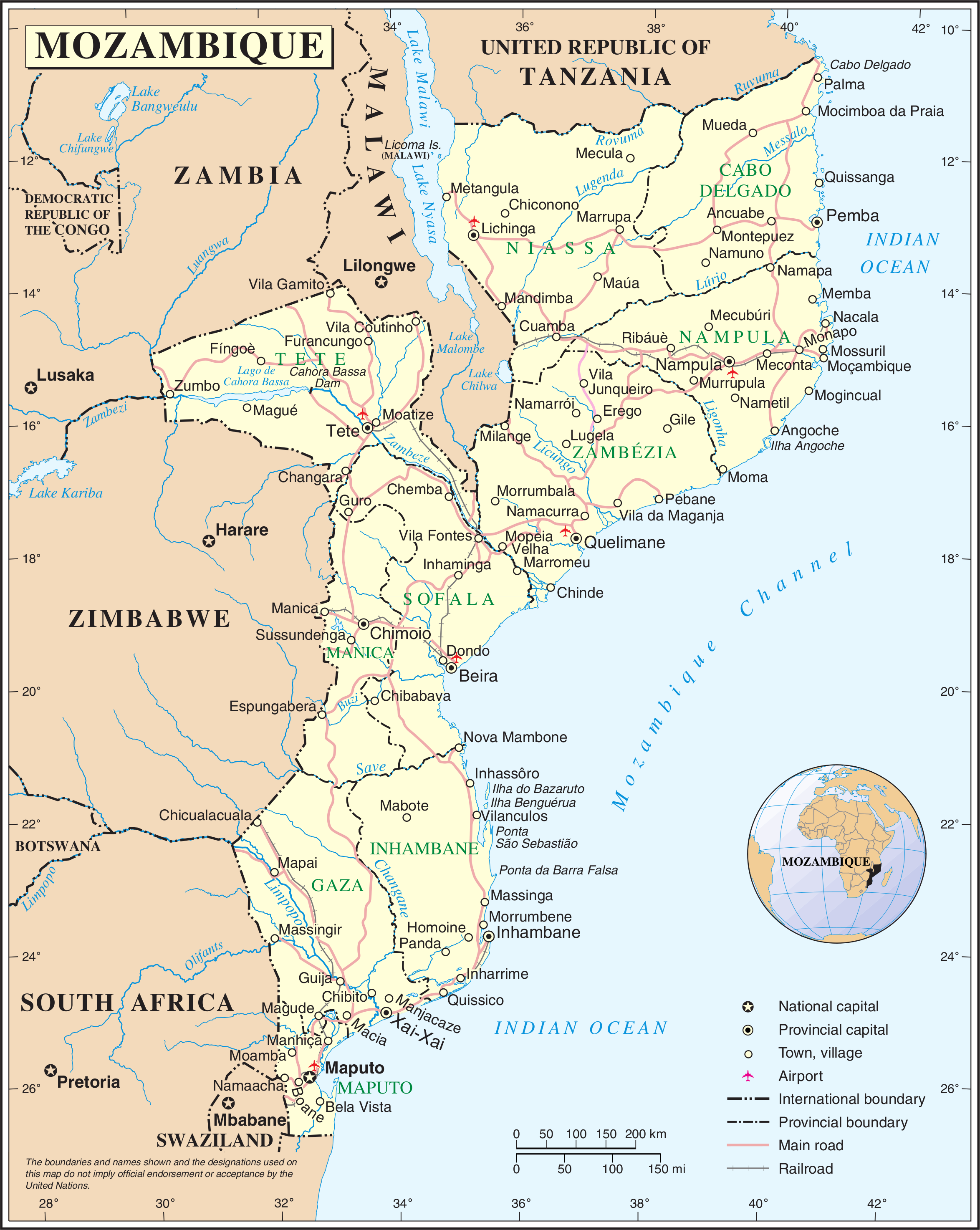
Mozambique.

De Opération des Nations Unies au Mozambique (ONUMOZ), of Operatie van de VN in Mozambique in het Nederlands, was een VN-operatie in het Zuidoost-Afrikaanse land Mozambique. De operatie werd in december 1992 op aanbeveling van de secretaris-generaal van de Verenigde Naties opgericht door de VN-Veiligheidsraad en bestond formeel tot 9 december 1994.

## Achtergrond
Na de onafhankelijkheid van Mozambique van Portugal kwam de communistische verzetsbeweging
FRELIMO aan de macht. Die kreeg al snel de anti-communistische RENAMO tegen zich, waarmee een 15-jarige
burgeroorlog was begonnen. In 1992 kwamen beiden na jarenlange onderhandelingen tot een vredesakkoord.

## Mandaat
ONUMOZ werd opgericht om mee te werken aan de uitvoering van het vredesakkoord dat tussen de Mozambikaanse
overheid en RENAMO werd gesloten. Het mandaat bestond uit volgende taken:
- Het staakt-het-vuren, de scheiding, samentrekking en demobilisatie van troepen en het verzamelen, opslaan en vernietigen van wapens waarnemen.
- De terugtrekking van buitenlandse troepen waarnemen en de transportcorridors beveiligen.
- De ontmanteling van privé- en irreguliere troepen waarnemen.
- Vitale infrastructuur en VN- en andere internationale activiteiten ter ondersteuning van het vredesproces beveiligen.
- Technische ondersteuning bieden aan en waarnemen van het verkiezingsproces.
- Humanitaire hulpoperaties coördineren en waarnemen.

## Beschrijving

### Sterkte
De operatie kostte zo'n 486,7 miljoen dollar en had de volgende sterkte:
| Onderdeel            | Toegestaan door Veiligheidsraad | Hoogtepunt         | Bij de terugtrekking (30 nov 1994) | Slachtoffers |
| -------------------- | ------------------------------- | ------------------ | ---------------------------------- | ------------ |
| Troepen              | 6625                            | 6576 (30 nov 1993) | 3941                               | 23           |
| Militaire waarnemers | 354                             |                    | 204                                |              |
| Burgerpolitie        | 1144                            | 1087 (31 okt 1994) | 918                                | 2            |

Er waren ook nog zo'n 900 verkiezingswaarnemers, 355 internationale medewerkers en 506 lokale medewerkers.
Een van die internationale medewerkers kwam om het leven wat het totaal aantal slachtoffers tijdens de operatie
op 26 bracht.

### Landen
Volgende landen droegen militairen bij tot de operatie:
- Argentinië
- Australië
- Oostenrijk
- Bangladesh
- Bolivia
- Botswana
- Brazilië
- Canada
- Kaapverdië
- China

- Tsjechië
- Egypte
- Finland
- Ghana
- Guinee-Bissau
- Guyana
- Hongarije
- India
- Indonesië
- Ierland

- Italië
- Japan
- Jordanië
- Maleisië
- Nepal
- Nederland
- Nieuw-Zeeland
- Nigeria
- Noorwegen
- Pakistan

- Portugal
- Rusland
- Spanje
- Sri Lanka
- Zweden
- Zwitserland
- Togo
- Verenigde Staten
- Uruguay
- Zambia

## Medaille
Zoals gebruikelijk stichtte de secretaris-generaal van de Verenigde Naties een van de Medailles voor Vredesmissies van de Verenigde Naties voor de deelnemers. Deze ONUMUZ Medaille wordt aan militairen en politieagenten verleend.